# Lista de membros da Royal Society eleitos em 1715
Esta é uma lista de Membros da Royal Society eleitos em 1715.

## Fellows
- Jacques d'Allonville (1671 - 1732)
- George Cholmondeley (ca. 1666 - 1733)
- Antonio Schinella Conti (1677 - 1749)
- Justus van Effen (? 1684 - 1735)
- Claude Joseph Geoffroy (1685 - 1752)
- John Godfrey (fl. 1715)
- James Hamilton (1686 - 1744)
- Thomas Hodges (fl. 1715 - 1720)
- Paul Jacob Marperger (1683 - 1767)
- Pierre Rémond de Montmort (1678 - 1719)
- John Noore (fl. 1715 - 1734)
- Francis Pemberton (? 1679 - 1762)
- Friedrich Ruysch (1638 - 1731)
- Willem Jacob ’s Gravesande (1688 - 1742)
- John Sherlock (m. 1719)
- Bruno Tozzi (1656 - 1743)
- Nicolo Troni (1685 - 1772)
- Michaele Bernado Valentini (1657 - 1729)
- Levinus Vincent (1658 - 1728)
- Francois Wicardel (1715 - 1754)